# S.W.A.T. (seriado)
S.W.A.T. é um seriado dos anos de 1970 do gênero ação com drama policial. A série traz a historia dos agentes da SWAT lutando contra criminosos na Califórnia e foi criada por Aaron Spelling e Leonard Goldberg.

## Sinopse
Segue um tenente da SWAT que está dividido entre a lealdade às suas ruas e o dever para com seus colegas quando lhe for dada a oportunidade de liderar uma unidade altamente qualificada para resolver crimes em Los Angeles.

## Elenco
- Steve Forrest como Tenente Dan "Hondo" Harrelson
- Rod Perry como Sargento David "Deacon" Kay
- Robert Urich como oficial Jim Street
- Mark Shera como oficial Dominic Luca
- James Coleman como oficial T.J. McCabe
- Ellen Weston como Betty Harrelson (Esposa de Hondo)

## Exibição no Brasil
No Brasil o seriado foi exibido pela TV Globo após a novela das 9. A série alcançou um grande sucesso na época em que foi exibida no país, levando o grupo Os Trapalhões a homenageá-la em SUAT - Os Trapalhões.

## Filme
S.W.A.T. - Comando Especial é um filme de ação inspirado na famosa série de televisão homônima. A versão para o cinema tem direção de Clark Jonhson, indicado ao Emmy pela série policial The Shield, e é protagonizada por Samuel L. Jackson, Colin Farell, o popular cantor de hip-hop LL Cool J, Olivier Martinez e Michelle Rodríguez.

### Sinopse
Em S.W.A.T. - Comando Especial, um importante traficante de drogas precisa ser transferido de Los Angeles para outra cidade, onde ficará em uma prisão federal. Uma divisão da S.W.A.T. é encarregada de realizar o transporte, porém a situação se complica quando a oferta do traficante de pagar US$ 100 milhões a quem libertá-lo se torna pública.